# TEP-TC

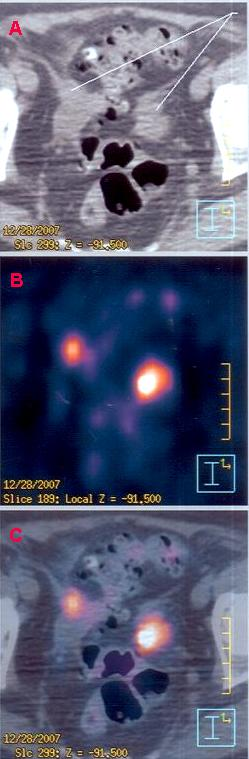
A-Imagem de TC
B-Imagem TEP
C- Imagem combinada TEP-TC

TEP-TC que é o acrónimo de Tomografia por emissão de positrões-Tomografia computadorizada, também conhecido por TEP/SCAN, - em inglês:  PET-CT - é na realidade um equipamento que une os recursos diagnósticos da Medicina Nuclear (TEP) e da Radiologia (TC). O aparelho sobrepõe as imagens metabólicas do TEP às imagens anatômicas do TC produzindo assim um terceiro tipo de imagem.

## Como funciona
Os exames TEP-TC são ambos ferramentas padrões de imagens que médicos utilizam para identificar estados de doenças no corpo. Um exame TEP demonstra a função biológica do corpo antes que mudanças anatômicas ocorram, enquanto que o exame TC fornece informações sobre a anatomia do corpo como tamanho, formato e localização. Pela combinação destas duas tecnologias de exames, um exame TEP-TC permite que médicos diagnostiquem e identifiquem com mais precisão o câncer, doenças do coração e desordens do cérebro.
Os equipamentos mais modernos são dotados de cristais de menores dimensões, porém em maior número, e com um sistema de processamento de informações ainda mais eficiente (análise individual de eventos), aliam elevada sensibilidade com maior resolução espacial e uma melhor relação sinal/ruído nas imagens obtidas, o que, em última instância, produz imagens mais nítidas.
Pelo fato de ser composto pela combinação de dois avançados equipamentos, o mesmo aparelho pode realizar tanto exames de TEP-TC, quanto exames de tomografia computadorizada, dependendo da solicitação médica.
Existem vários radiofármacos disponíveis para exames de TEP/TC , mas o mais usado é a Fluordesoxiglicose marcada com flúor 18 – abreviada como 18F-FDG. Essa substância é produzida por um processo complexo de radiofarmácia.

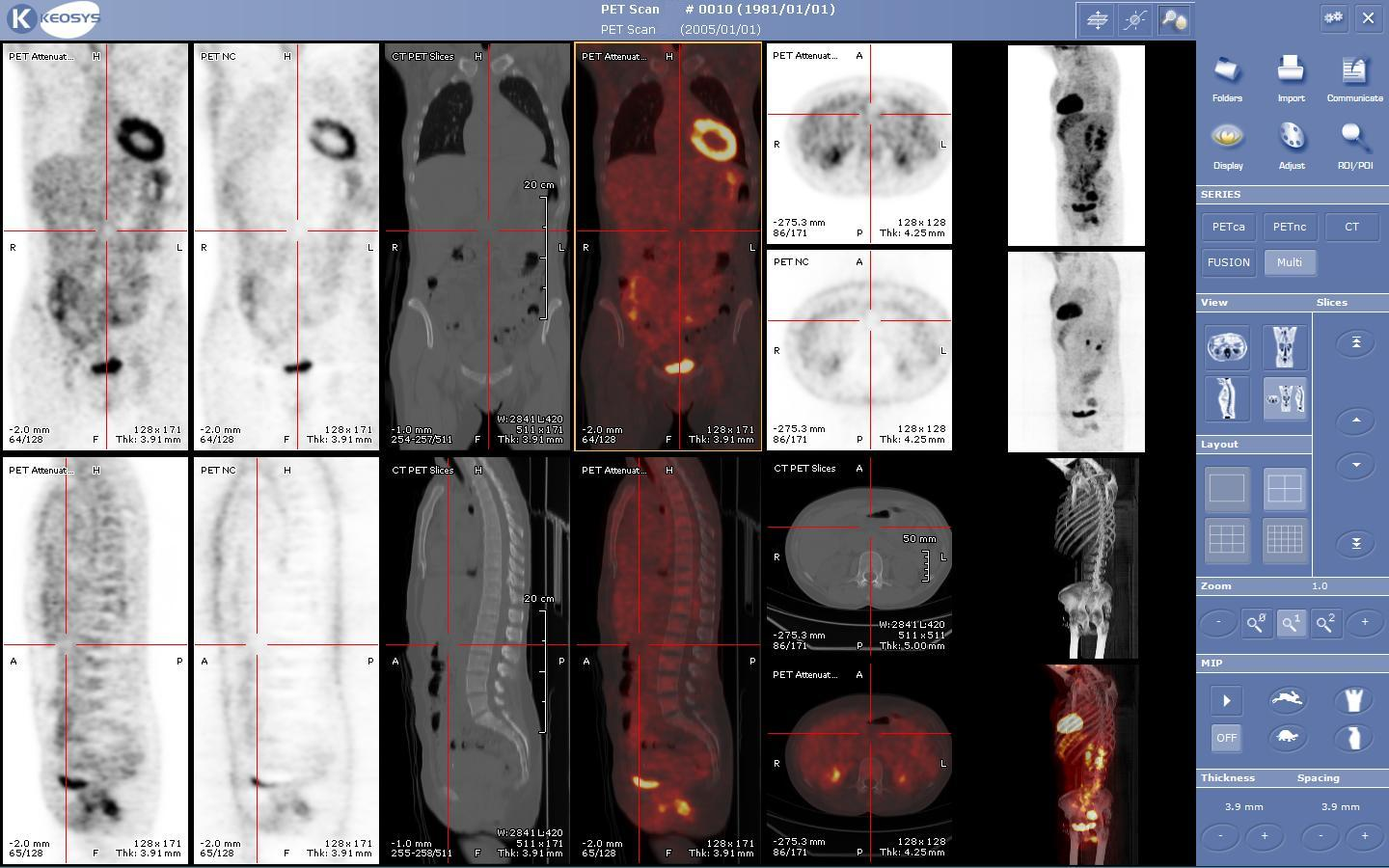
Resultado completo de exame PET/CT